# カトー (家族名)
カトーもしくはカト（Cato）は、古代ローマのポルキウス氏族に属するプレブス系の家族名。
ポエニ戦争の時期に活躍したマルクス・ポルキウス・カト・ケンソリウス（大カトー）とストア派を信奉したマルクス・ポルキウス・カト・ウティケンシス（小カトー）が特によく知られている。
このほか英語読みではケイトーで、シェイクスピア作品などではこの表記で見られる。